# アンドレ・ファーブル

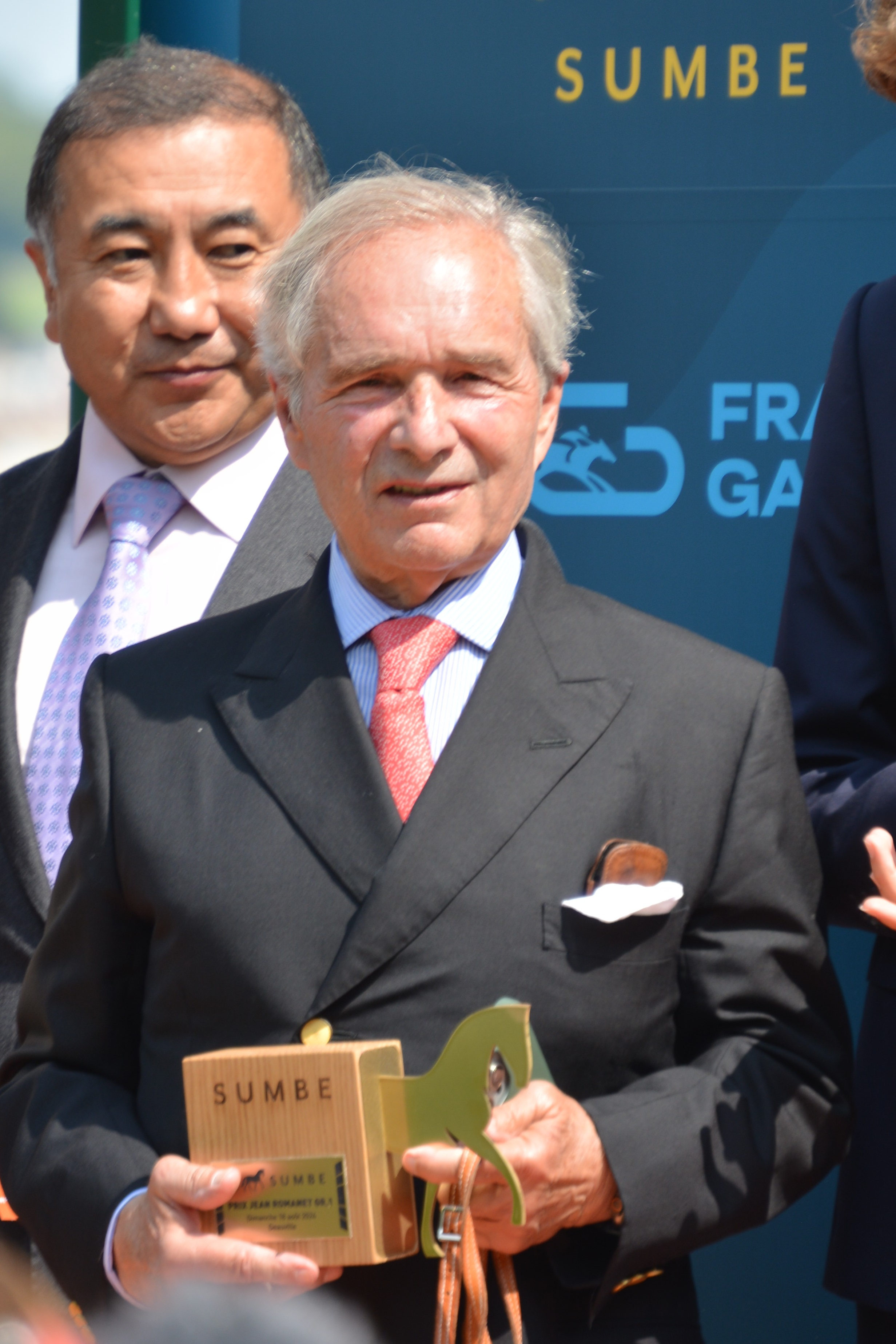
André Fabre (2024)

アンドレ・ファーブル（André Fabre、香港表記:費伯華、1945年12月9日 - ）は、フランスの調教師。1987年～2007年まで21年連続、2010～15年にかけて6年連続、そして2017～19年と計30度もフランスのチャンピオントレーナーの座に就き、凱旋門賞を8勝するなど、フランスを代表するホースマンの一人である。

## 人物
西ドイツ駐在の外交官の息子として生まれ、20代前半まで西ドイツで生活した。大学で法律を学んだがファーブルは競馬界に入り、障害競走の調教師であるアンドレ・アデールの厩舎のスタッフとなった。その後ファーブルは障害競走の騎手となりパリ大障害などを制した。アデールが死ぬとその後を引継ぎ調教師となった。まず障害競走で頭角を表し、続いて平地競走でも成功した。
1987年に初めてフランスのリーディングトレーナーになると、それから現在までその座を守り続ける。1993年から大馬主ダニエル・ウィルデンシュタインの所有馬を預かり、またオリビエ・ペリエを主戦騎手にした。このトリオで輩出した馬としてパントレセレブルが挙げられる。2001年にはダニエル・ウィルデンシュタインと確執の末に決別し、2003年にはオリビエ・ペリエが離れ、主戦騎手がクリストフ・スミヨンに変わる。2006年の凱旋門賞には3頭を出走させ、その中の1頭レイルリンクが日本から参戦したディープインパクトなどを破り勝利した。2007年にアーガー・ハーン4世と決別し、さらに主戦騎手のクリストフ・スミヨンも離れてしまった。主戦騎手のピエールシャルル・ブドー騎手が2021年5月14日から騎乗停止となり翌2022年11月8日に騎手免許取消、2023年ドイツリーディングジョッキーのバウルジャン・ムルザバエフ騎手が主戦騎手になることが決まった。なおハーリド・ビン・アブドゥッラーが率いるジュドモントグループ（名義はアブドゥッラー殿下）の所有馬を預かっており、フランスの調教師の中でもアブドゥッラー殿下のフランスでの専属調教師で知られている。

## 主な管理馬
- クリスタルグリッターズ（1984年イスパーン賞）
- ソヴィエトスター（1987年プール・デッセ・デ・プーラン（仏2000ギニー）、サセックスステークス、フォレ賞、1988年ジュライカップ、ムーラン・ド・ロンシャン賞）
- トランポリーノ（1987年凱旋門賞）
- ダンスホール（1989年パリ大賞典）
- ジェイドロバリー（1989年グラン・クリテリウム）
- インザウイングス（1990年コロネーションカップ、サンクルー大賞、ブリーダーズカップ・ターフ）
- スボーティカ（1991年パリ大賞典、1992年ガネー賞、凱旋門賞）
- アルカング（1993年イスパーン賞、ブリーダーズカップ・クラシック）
- アップルツリー（1992年オイロパ賞、1993年ターフクラシック招待、1994年コロネーションカップ、サンクルー大賞）
- ザフォニック（1992年モルニ賞、サラマンドル賞、デューハーストステークス、1993年2000ギニー）
- イントレピディティ（1993年サンタラリ賞、オークス、ヴェルメイユ賞）
- スキーパラダイス（1994年ムーラン・ド・ロンシャン賞）
- カーネギー（1994年凱旋門賞、1995年サンクルー大賞）
- ペニカンプ（1994年サラマンドル賞、デューハーストステークス、1995年2000ギニー）
- サガミックス（1998年凱旋門賞）
- ザミンダー（1996年カブール賞、ダルジナ・ザルカヴァなどの父）
- パントレセレブル（1997年ジョッケクルブ賞（仏ダービー）、パリ大賞典、凱旋門賞）
- サンデーピクニック（1999年クレオパトル賞、日本の森秀行厩舎へ移籍）
- ダンシリ（2000年ミュゲ賞、レイルリンク・ハービンジャーなどの父）
- ヴァオリミクス（2001年プール・デッセ・デ・プーラン（仏2000ギニー）、ジャック・ル・マロワ賞）
- バンクスヒル（2001年コロネーションステークス、ブリーダーズカップ・フィリー&メアターフ、2002年ジャック・ル・マロワ賞）
- ヴァリクシール（2005年イスパーン賞、クイーンアンステークス）
- シロッコ（2005年ブリーダーズカップ・ターフ、2006年コロネーションカップ）
- ハリケーンラン（2005年アイリッシュダービー、凱旋門賞、2006年タタソールズゴールドカップ、キングジョージ6世&クイーンエリザベスダイヤモンドステークス）
- マンデュロ（2007年イスパーン賞、プリンスオブウェールズステークス、ジャック・ル・マロワ賞）
- レイルリンク（2006年パリ大賞典、凱旋門賞）
- キャヴァルリーマン（2009年パリ大賞典）
- ロペデヴェガ（2010年プール・デッセ・デ・プーラン（仏2000ギニー）、ジョッケクルブ賞（仏ダービー））
- プールモア（2011年エプソムダービー）
- アンテロ（2013年ジョッケクルブ賞（仏ダービー））
- フリントシャー（2013年パリ大賞典、2014年香港ヴァーズ）
- ニューベイ（2015年ジョッケクルブ賞）
- タリスマニック（2017年ブリーダーズカップ・ターフ）
- ヴァルトガイスト（2016年クリテリウムドサンクルー、2018年サンクルー大賞、2019年ガネー賞、凱旋門賞）
- アースライト（2019年モルニ賞、ミドルパークステークス）
- ソジー (2024年パリ大賞、2025年ガネー賞、イスパーン賞)